# Шивіїнське сільське поселення (Шелопугінський район)
Шивії́нське сільське поселення (рос. Шивиинское сельское поселение) — сільське поселення у складі Шелопугінського району Забайкальського краю Росії.
Адміністративний центр — село Шивія.

## Населення
Населення сільського поселення становить 491 особа (2019; 608 у 2010, 729 у 2002).

## Склад
До складу сільського поселення входять:
| Населений пункт   | Населення, осіб (2002) | Населення, осіб (2010) |
| ----------------- | ---------------------- | ---------------------- |
| Дая, село         | 164                    | 141                    |
| Селекціонна, село | 100                    | 83                     |
| Шивія, село       | 465                    | 384                    |